# Jornalismo em quadrinhos
Jornalismo em quadrinhos (também conhecido pelas siglas JQ e JHQ, ou jornalismo em BD, em Portugal) é uma modalidade de jornalismo realizada a partir da linguagem da arte sequencial. O termo foi cunhado pelo repórter e ilustrador maltês Joe Sacco, que em 1994 publicou o livro "Palestina", considerado pioneiro no gênero.
Embora Joe Sacco costume ser referenciado como o primeiro autor de JHQ, em 1991 o sueco Art Spiegelman lançou o livro "Maus", onde retrata a realidade de seu pai em um campo de concentração e que veio a vencer o prêmio Pulitzer, maior premiação jornalística do mundo. Mesmo não sendo propriamente uma obra jornalística, mas sobretudo biográfica, "Maus" utiliza de recursos como a entrevista e a pesquisa por meio de fontes diretas.
Existem alguns veículos especializados em produção de JHQ, como o site ArchComix, criado pelo HQ-repórter estadunidense Dan Archer, o portal colaborativo Cartoon Movement , a revista francesa La Revue Dessinée, a estadunidense The Nib, o portal espanhol Pictoline, a revista chileno-espanhola El Otro Archivo  o site indonésio Jurnaliskomik  e a revista brasileira Badaró.

## Portugal
O livro "Reportagem Especial" (2016), de Bruno Pinto, Penim Loureiro e Quico Nogueira, apesar de ser narrado por uma personagem fictícia, é um trabalho jornalístico baseado em pesquisa, entrevista e apuração. A obra trata das mudanças climáticas e seus impactos.
A série "Tudo Isto É Fado!", publicada por Nuno Saraiva na revista Tabu, do jornal Sol, entre 2014 e 2015, é outro exemplo de jornalismo desenhado feito em Portugal. Em 2016, o trabalho foi distinguido como Melhor Álbum no Festival da Amadora, principal premiação de quadrinhos (banda desenhada) do país.

## Brasil
No Brasil, um dos pioneiros do gênero é Alexandre De Maio, autor do livro "Raul" (2018) e de diversas matérias em quadrinhos. Em 2014, De Maio realizou junto à Agência Pública a reportagem "Meninas em Jogo", onde denuncia o turismo de exploração sexual durante a Copa do Mundo. Em maio de 2021, participou da série Aprisionadas do Jornal da Record, usando a linguagem do jornalismo em quadrinhos.
O primeiro livro-reportagem em quadrinhos de que se tem registro no Brasil é "Notas de um tempo silenciado" (2015) de Robson Vilalba, que também desenvolveu reportagens para veículos como Le Monde Diplomatique, Folha de S.Paulo, Plural e Gazeta do Povo. A obra resultou da compilação de matérias da série "Pátria Armada, Brasil", feita para a  Gazeta do Povo e que venceu o Prêmio Vladimir Herzog. Na mesma premiação, em 2017, houve menção honrosa à reportagem "A Execução de Ricardo", de Júlio Falas, Bruno Nobru e Ciro Barros para a Agência Pública, veículo que também publicou "O Haiti É Aqui" (2016), de Adriano Kitani e Enio Lourenço. Em 2021, a entrevista ilustrada "LGBTfobia está atrelada ao processo de colonização", publicada pela Revista Badaró, também foi laureada com a menção honrosa na mesma premiação.
Também em 2015 foi lançado o livro "Cortabundas: O Maníaco do José Walter" de Talles Rodrigues, resultado de seu trabalho de conclusão de curso. Em 2018, Amanda Ribeiro e Luiz Fernando Menezes produziram "Socorro! Polícia!", também na modalidade de livro-reportagem em forma de HQ,  e em 2021, os mesmos autores lançaram "O Time do Vírus", obra vencedora do prêmio HQ Mix na categoria Projeto Especial na Pandemia.
Outras obras de jornalismo em quadrinhos produzidas no Brasil são  "Estilhaço: Uma Jornada pelo Vale do Jequitinhonha" (2015), de Carol Ito;  "Quatro Marias" (2016) de Helô D'Angelo e Joyce Gomes; "Alvorada em Quadrinhos" (2017), de Pablito Aguiar; "Diasporados" (2018), de Norberto Liberator; "Parque das Luzes"  (2019), de Cecilia Marins, Maria Allice Di Vicentis e Tainá Freitas; e "Filhas do Campo"  (2019), de Gabriela Güllich.
A revista Badaró, que estreou em 2019, foi o primeiro e se mantém como único veículo brasileiro especializado no jornalismo em quadrinhos. Em sua versão digital, a Badaró publica semanalmente reportagens, matérias curtas (drops), entrevistas e outros formatos jornalísticos utilizando a linguagem das HQs. Desde 2023, também é editada a revista impressa, integralmente na linguagem dos quadrinhos.
Desde março de 2019, o site Aos Fatos tem uma seção de Jornalismo em HQ em seu site. Os quadrinhos explicativos foram finalistas do prêmio Vladimir Herzog em 2020. 
O Canal Reload, lançado em 2020, também publica constantemente reportagens em quadrinhos e conta com trabalhos dos ilustradores Fernando Rocha Aguiar e Nathan Albrecht.
A Revista O Grito lançou, em fevereiro de 2024, o selo "HQ de Fato", em parceria com a editora Conrad.

## Revista Badaró
Atualmente em formato digital e impresso, a Badaró é o primeiro veículo da língua portuguesa especializado em produções jornalísticas em quadrinhos. A primeira matéria da revista foi publicada no dia 11 de setembro de 2019. 
Desde então, dedica-se a diferentes formatos dentro da proposta do JHQ. Além disso, a Badaró também publica reportagens em quadrinhos e híbridas entre HQ e texto, bem como explora o audiovisual, as colagens, infográficos e podcasts, de acordo com seu próprio manifesto. A primeira versão impressa foi lançada em 2023 e, a partir de 2024, o conteúdo impresso passou a ser exclusivo e com planos de assinatura.

Em 2021, a entrevista em quadrinhos "LGBTfobia está atrelada ao processo de colonização", publicada pela revista digital, foi premiada com a Menção Honrosa na categoria Arte, no Prêmio Vladimir Herzog de Anistia e Direitos Humanos.